# Dolores Pla Brugat
Dolores Pla Brugat (Vila-sacra, Alt Empordà, 1954 - Barcelona, 13 de juliol de 2014) era una historiadora catalana especialitzada en l'exili espanyol a Mèxic i en els mètodes i la tècnica de la història oral.
Dolores Pla va néixer a Vila-sacra, l'Alt Empordà, el 1954. Resident a Mèxic, va començar la formació acadèmica estudiant al Col·legi Madrid, i després es va doctorar en història a la Facultat de Filosofia i Lletres de la Universitat Nacional Autònoma de Mèxic (UNAM). Formà part del Sistema Nacional d'Investigadors de Mèxic, on va analitzar i estudiar l'exili republicà espanyol i la metodologia i les tècniques de la història oral. A més a més fou investigadora de la Direcció d'Estudis Històrics de l'Institut Nacional d'Antropologia i Història de Mèxic (INAH). A aquí va coordinar el seminari Inmigrantes en la Historia de México, el projecte d'història oral Refugiados Españoles en México i va investigar per a l'exposició "El exilio español en la Ciudad de México" juntament amb l'etnòleg Sergio Raúl Arroyo, una mostra que es va inaugurar tres setmanes abans de la seva mort.
Dolores Pla va publicar molts articles i va col·laborar en diversos llibres. Les seves obres més destacades foren els llibres Los niños de Morelia: un estudio sobre los primeros refugiados españoles en México, Els exiliats catalans, Un estudio de la emigración republicana española en México, Y aquí terminó todo: testimonios de la guerra civil española i El aroma del recuerdo: narraciones de españoles republicanos refugiados en México. Coordinà diversos autors per al volum Pan, trabajo y hogar. El exilio republicano español en América Latina (2007).
L'especialista va dirigir l'equip d'investigadors que van treballar a l'exposició El exilio español en la Ciudad de México. El legado cultural (Madrid, 2010; Ciutat de Mèxic, 2014). En la inauguració de l'exposició Dolores Pla va manifestar que la història dels exiliats espanyols de la Guerra Civil era la història d'un col·lectiu i no només d'una suma d'individus; que aquesta fou una història col·lectiva a partir de la qual molta gent es va vincular de diferents maneres amb Mèxic.

## Llibres
- 2000, Els exiliats catalans a Mèxic, Catarroja: Afers. ISBN 84-86574-82-X.[8]